# Офталмоскоп
Офталмоскопът е медицински апарат, който се използва в рутинната офталмологична практика за преглед на човешките очи. Първоначално е описан и конструиран от Чарлз Бабидж през 1847 година, но през 1851 година пруския учен Херман фон Хелмхолц достатъчно оценява възможностите за неговото приложение за разпознаване и систематизиране на заболяванията в офталмологията.

## Устройство и принцип на работа
Офталмоскопът е устроен около принципа на уловената и насочена светлина. Това му позволява да създаде зона на осветеност в определен участък на интерес, което позволява обследването и изучаването му в подробности, особено ако се добави и лещена увеличителна система.
При първия преглед с офталмоскоп Хелмхолц разположил светлинен източник (свещ) зад гърба на пациент, седящ в тъмна стая. След това с помощта на първото офталмоскопско устройство Хелмхолтц уловил тази светлина и я насочил към окото на пациента и просветлил вътрешността на окото през зеницата. Няколко години по-късно Андреас Анагностакис направил ръчен офталмоскоп, като използвал събирателно огледало с дупка в средата, през която гледал. След 1915 г. към устройството на офталмоскопоа се добавя електрическо осветление и подобрена увеличителна система, които залягат в основата на метода директна офталмоскопия.

## Приложение на офталмоскопа
- Изследване на подвижността на очите, клепачите и зеничните реакции - при прегледи на деца или при страбизъм.
- Просветляване на оптичните среди – полезно при разпознаване на катаракта.
- Директна и индиректна офталмоскопия – оглед на очното дъно, задължителен при всички заболявания на увеята, ретината или зрителния нерв.